# Санта-Крус-ди-Салинас
Санта-Крус-ди-Салинас (порт. Santa Cruz de Salinas) — муниципалитет в Бразилии, входит в штат Минас-Жерайс. Составная часть мезорегиона Север штата Минас-Жерайс. Входит в экономико-статистический микрорегион Салинас. Население составляет 5060 человек на 2006 год. Занимает площадь 587,268 км². Плотность населения — 8,6 чел./км².

## История
Город основан 22 декабря 1995 года.

## Статистика
- Валовой внутренний продукт на 2003 год составляет 10 239 132,00 реалов (данные: Бразильский институт географии и статистики).
- Валовой внутренний продукт на душу населения на 2003 год составляет 2072,28 реалов (данные: Бразильский институт географии и статистики).
- Индекс развития человеческого потенциала на 2000 год составляет 0,599 (данные: Программа развития ООН).